# 千葉ロッテマリーンズの選手一覧
- 千葉ロッテマリーンズ > 千葉ロッテマリーンズの選手一覧
- 日本のプロ野球選手一覧 > 千葉ロッテマリーンズの選手一覧

千葉ロッテマリーンズの選手一覧（ちばロッテマリーンズのせんしゅいちらん）は、千葉ロッテマリーンズに所属している選手・監督・コーチ、およびかつて所属していた選手の一覧である。

## 首脳陣

### 一軍
| 背番号 | 名前       | 役職                                                         |
| ------ | ---------- | ------------------------------------------------------------ |
| 81     | 吉井理人   | 監督                                                         |
| 86     | サブロー   | ヘッドコーチ                                                 |
| 71     | 建山義紀   | 投手コーチ                                                   |
| 84     | 黒木知宏   | 投手コーチ                                                   |
| 80     | 大塚明     | チーフ打撃コーチ兼走塁コーチ                                 |
| 77     | 栗原健太   | 打撃コーチ                                                   |
| 76     | 江村直也   | バッテリーコーチ                                             |
| 88     | 金子誠     | チーフ守備走塁コーチ                                         |
| 87     | 根元俊一   | 内野守備兼走塁コーチ                                         |
| 74     | 伊志嶺翔大 | 外野守備兼走塁コーチ                                         |
| 90     | 光山英和   | 一軍・二軍統括コーチ兼球団本部一軍・二軍統括コーディネーター |

### 二軍
| 背番号 | 名前     | 役職                       |
| ------ | -------- | -------------------------- |
| 70     | 福浦和也 | 監督                       |
| 89     | 大家友和 | チーフ投手コーチ           |
| 78     | 大隣憲司 | 投手コーチ                 |
| 79     | 松永昂大 | 投手コーチ                 |
| 85     | 南昌輝   | 育成投手コーチ兼投手コーチ |
| 75     | 堀幸一   | 打撃コーチ                 |
| 82     | 細谷圭   | 打撃コーチ                 |
| 73     | 金澤岳   | バッテリーコーチ           |
| 72     | 三木亮   | 内野守備兼走塁コーチ       |
| 83     | 諸積兼司 | 外野守備兼走塁コーチ       |

## 所属選手

### 投手
| 背番号 | 選手名                 | 投 | 打 | 備考                            |
| ------ | ---------------------- | -- | -- | ------------------------------- |
| 11     | 澤村拓一               | 右 | 右 |                                 |
| 12     | 石川歩                 | 右 | 右 |                                 |
| 14     | 小島和哉               | 左 | 左 |                                 |
| 15     | 美馬学                 | 右 | 左 |                                 |
| 16     | 種市篤暉               | 右 | 右 |                                 |
| 18     | 二木康太               | 右 | 右 |                                 |
| 19     | 唐川侑己               | 右 | 右 |                                 |
| 21     | 石川柊太               | 右 | 右 | ソフトバンクからFA移籍          |
| 24     | 東妻勇輔               | 右 | 右 |                                 |
| 28     | 菊地吏玖               | 右 | 左 |                                 |
| 29     | 西野勇士               | 右 | 右 |                                 |
| 30     | 廣畑敦也               | 右 | 右 |                                 |
| 31     | 大谷輝龍               | 右 | 右 |                                 |
| 33     | 八木彬                 | 右 | 右 |                                 |
| 34     | 高野脩汰               | 左 | 左 |                                 |
| 35     | 田中晴也               | 右 | 左 |                                 |
| 36     | 坂本光士郎             | 左 | 左 |                                 |
| 37     | 小野郁                 | 右 | 右 |                                 |
| 40     | 西村天裕               | 右 | 右 |                                 |
| 41     | 一條力真               | 右 | 左 | 2024年ドラフト3位               |
| 42     | ブライアン・サモンズ   | 左 | 左 | 新外国人                        |
| 46     | 岩下大輝               | 右 | 右 |                                 |
| 47     | 鈴木昭汰               | 左 | 左 |                                 |
| 48     | 中村稔弥               | 左 | 左 |                                 |
| 52     | 益田直也               | 右 | 右 |                                 |
| 53     | 木村優人               | 右 | 左 |                                 |
| 54     | オースティン・ボス     | 右 | 右 | 新外国人                        |
| 56     | 中森俊介               | 右 | 左 |                                 |
| 58     | 河村説人               | 右 | 右 |                                 |
| 59     | 早坂響                 | 右 | 右 |                                 |
| 60     | 横山陸人               | 右 | 右 |                                 |
| 62     | 坂井遼                 | 右 | 右 | 2024年ドラフト4位               |
| 64     | 廣池康志郎             | 右 | 左 | 2024年ドラフト5位               |
| 66     | 澤田圭佑               | 右 | 左 |                                 |
| 91     | 吉川悠斗               | 左 | 左 | 育成選手からの支配下登録        |
| 92     | 国吉佑樹               | 右 | 右 |                                 |
| 97     | タイロン・ゲレーロ     | 右 | 右 | NPB復帰                         |
| 120    | 田中楓基               | 右 | 右 | 育成選手                        |
| 121    | 本前郁也               | 左 | 左 | 育成選手・49から背番号変更      |
| 122    | 森遼大朗               | 右 | 右 | 育成選手・62から背番号変更      |
| 123    | 秋山正雲               | 左 | 左 | 育成選手・43から背番号変更      |
| 124    | 中村亮太               | 右 | 右 | 育成選手・ソフトバンクから移籍  |
| 125    | 永島田輝斗             | 右 | 右 | 育成選手                        |
| 131    | 茨木佑太               | 右 | 右 | 育成選手・2024年育成ドラフト2位 |
| 132    | 長島幸佑               | 右 | 右 | 育成選手・2024年育成ドラフト3位 |
| 133    | 武内涼太               | 右 | 右 | 育成選手                        |
| 139    | エルウィン・パラシオス | 右 | 右 | 育成選手・新外国人              |

### 捕手
| 背番号 | 選手名     | 投 | 打 | 備考     |
| ------ | ---------- | -- | -- | -------- |
| 2      | 松川虎生   | 右 | 右 |          |
| 27     | 田村龍弘   | 右 | 右 |          |
| 32     | 佐藤都志也 | 右 | 左 |          |
| 45     | 植田将太   | 右 | 右 |          |
| 55     | 柿沼友哉   | 右 | 右 |          |
| 65     | 寺地隆成   | 右 | 左 |          |
| 137    | 富山紘之進 | 右 | 右 | 育成選手 |

### 内野手
| 背番号 | 選手名         | 投 | 打 | 備考                            |
| ------ | -------------- | -- | -- | ------------------------------- |
| 00     | 池田来翔       | 右 | 右 |                                 |
| 4      | 友杉篤輝       | 右 | 右 |                                 |
| 5      | 安田尚憲       | 右 | 左 |                                 |
| 7      | 藤岡裕大       | 右 | 左 |                                 |
| 8      | 中村奨吾       | 右 | 右 | 選手会長                        |
| 10     | 上田希由翔     | 右 | 左 |                                 |
| 39     | 大下誠一郎     | 右 | 右 |                                 |
| 43     | 石垣雅海       | 右 | 右 | 中日から現役ドラフトで移籍      |
| 44     | 宮崎竜成       | 右 | 左 | 2024年ドラフト2位               |
| 49     | 立松由宇       | 右 | 左 | 2024年ドラフト6位               |
| 57     | 小川龍成       | 右 | 左 |                                 |
| 67     | 茶谷健太       | 右 | 右 |                                 |
| 68     | 金田優太       | 右 | 左 |                                 |
| 99     | ネフタリ・ソト | 右 | 右 |                                 |
| 129    | 勝又琉偉       | 右 | 右 | 育成選手                        |
| 130    | 谷村剛         | 右 | 左 | 育成選手・2024年育成ドラフト1位 |
| 134    | 松石信八       | 右 | 右 | 育成選手                        |

### 外野手
| 背番号 | 選手名               | 投 | 打 | 備考                               |
| ------ | -------------------- | -- | -- | ---------------------------------- |
| 0      | 荻野貴司             | 右 | 右 |                                    |
| 1      | 藤原恭大             | 左 | 左 |                                    |
| 3      | 角中勝也             | 右 | 左 |                                    |
| 6      | 西川史礁             | 右 | 右 | 2024年ドラフト1位                  |
| 22     | グレゴリー・ポランコ | 左 | 左 |                                    |
| 23     | 石川慎吾             | 右 | 右 |                                    |
| 25     | 岡大海               | 右 | 右 |                                    |
| 38     | 髙部瑛斗             | 右 | 左 |                                    |
| 50     | 愛斗                 | 右 | 右 |                                    |
| 51     | 山口航輝             | 右 | 右 |                                    |
| 61     | 山本大斗             | 右 | 右 |                                    |
| 63     | 和田康士朗           | 左 | 左 |                                    |
| 69     | スティベン・アセベド | 右 | 右 | 新外国人・育成選手からの支配下登録 |
| 135    | 髙野光海             | 右 | 右 | 育成選手                           |
| 136    | 藤田和樹             | 右 | 左 | 育成選手                           |
| 138    | アンディ・マーティン | 右 | 右 | 育成選手                           |

## 退団・移籍した選手
毎日、毎日大映（大毎）、東京時代およびロッテオリオンズ時代も含む。名前は選手として在籍した最終年の登録名を基準とする。

### あ行
あ
- 阿井英二郎（1991 - 1992）
- 愛甲猛（1981 - 1995）
- 愛甲徹（1965）
- 相沢進（1950 - 1953）
- 相原勝幸（2006 - 2010）
- 青野修三（1974）
- 青野毅（2001 - 2013）
- 青松敬鎔（2005 - 2016）
- 青柳進（1987 - 1994）
- 青山裕治（1958）
- 秋親（2010 - 2012）
- ホセ・アコスタ（2020 - 2021）
- 浅井守（1950 - 1952）
- 浅間敬太（2003 - 2008）
- 東瀬耕太郎（1993途 - 1996）
- ウィンストン・アブレイユ（2008）
- 阿部和成（2008 - 2019）
- 阿部憲一（1971 - 1974）
- 阿部良男（1975）
- シェルテン・アポステル（2023途 - 終了）
- 鮎川義文（1997 - 2000）
- 新井彰（1962 - 1964）
- 新井茂（1958 - 1959）
- 荒井穣吉（1958）
- 新井昌則（1972 - 1981）
- 荒川昇治（1955）
- 荒川博（1953 - 1961）
- 荒巻淳（1950 - 1961）
- 有藤通世（1969 - 1986）
- 有吉優樹（2017 - 2021途）
- ジョージ・アルトマン（1968 - 1974）
- 安藤学（1993 - 1997）
- 安藤峰雄（1969）

い
- 李承燁（2004 - 2005）
- イ・デウン（2015 - 2016）
- 飯尾為男（1960 - 1961）
- 井石礼司（1965 - 1971）
- 飯島秀雄（1969 - 1971）
- 飯田雅司（1996 - 1999）
- 飯塚佳寛（1969 - 1970・1973途 - 1980）
- 飯山平一（1954 - 1955）
- 五十嵐章人（1991 - 1997）
- 井口資仁（2009 - 2017）
- 生山裕人（2009 - 2012）
- 池田宇隆（1991 - 1994）
- 池田啓一（1954 - 1957）
- 池田健（2008 - 2009途）
- 池田重喜（1971 - 1977）
- 池田幸博（1972 - 1974）
- 池野昌之（1995 - 2000）
- 池畑満也（1976）
- 池辺巌（1962 - 1974）
- 石井浩郎（2000 - 2001）
- 石川進（1959 - 1963）
- 石川賢（1983 - 1987）
- 石黒和弘（1964 - 1971）
- 石田淳也（2011 - 2012）
- 石田二宣（1963 - 1970）
- 石田雅彦（1986 - 1994）
- 石谷訓啓（1961 - 1967）
- 石崎剛（2019途 - 2021）
- 石塚雅二（1971 - 1973）
- 石貫宏臣（1996）
- 伊志嶺翔大（2011 - 2019）
- 礒恒之（1998 - 2002）
- 伊達泰司（1973 - 1975）
- 市川達也（1984 - 1987）
- 市場孝之（1992 - 1993）
- 市橋秀彦（1979 - 1982）
- 市原明（1969 - 1971）
- 伊藤庄七（1950 - 1953途）
- 伊藤信人（1980 - 1981）
- 伊藤則旦（1955 - 1958）
- 伊藤春男（1955）
- 伊藤浩（1977 - 1980）
- 伊藤史生（1984 - 1994）
- 伊藤真（1996）
- 伊藤優（1986 - 1991）
- 伊藤義弘（2008 - 2016）
- 稲垣定雄（1952 - 1954）
- 稲垣忠美（1958 - 1962）
- 井上勝巳（1960 - 1962）
- 井上圭一（1973 - 1974）
- 井上純（2003 - 2006）
- 井上晴哉（2014 - 2024）
- 井上貴朗（2002 - 2003）
- 井上祐二（1997）
- 井上洋一（1977途 - 1986）
- 猪久保吾一（1989 - 1996）
- 猪本健太郎（2017）
- 井辺康二（1982 - 1992）
- 今江敏晃（2002 - 2015）
- 今岡均（1981）
- 今岡誠（2010 - 2012）
- 今久留主功（1950 - 1952途）
- 今久留主淳（1950 - 1950途）
- 伊与田一範（2002 - 2003）
- 伊良部秀輝（1988 - 1996）
- 入沢淳（1975 - 1983）
- 岩崎忠義（1967 - 1980）
- 岩本進（1963途 - 1965）
- ピート・インカビリア（1995）

う
- ダレル・ウィットモア（1996途 - 終了）
- 呉偲佑（2007 - 2008）
- 上田正則（1975 - 1976）
- 上田容三（1972 - 1976）
- 上辻修（1975 - 1976）
- 上野重雄（1950 - 1953途）
- 上野大樹（2009 - 2015）
- 植松優友（2008 - 2015）
- 植村義信（1953 - 1961）
- ブライアン・ウォーレン（1998途 - 2000）
- 鵜飼昭雪（1953 - 1957）
- 浮島徹士（1990 - 1993）
- 牛島和彦（1987 - 1993）
- 内竜也（2004 - 2020）
- 内田圭一（1965 - 1970）
- 宇野勝（1993 - 1994）
- 梅沢義勝（1978 - 1987）
- 梅野慶志（1957）

え
- 江口晴造（1964 - 1965）
- 江口亮輔（2007 - 2009）
- 江崎照雄（1957 - 1959）
- 江島巧（1973 - 1983）
- アデイニー・エチェバリア（2021途 - 2022）
- 江藤慎一（1970途 - 1971・1976）
- 榎康弘（1991 - 1997・2000）
- 榎本喜八（1955 - 1971）
- 榎原好（1950 - 1955）
- 江村直也（2011 - 2023）
- 江本裕人（1979 - 1981）

お
- 大賀政勝（1958）
- 大木貴将（2016 - 2019）
- 大坂雅彦（1963 - 1969）
- 大沢啓二（1965）
- 太田正男（1958 - 1959）
- 大滝信孝（1971）
- 大竹仁（1956 - 1959）
- 大館勲夫（1950 - 1955）
- 大谷進（1956 - 1957）
- 大谷智久（2010 - 2020）
- 大谷龍次（2008 - 2009）
- 大塚明（1994 - 2010）
- 大塚弥寿男（1966 - 1972）
- ホセ・オーティズ（2007途 - 2008）
- 大隣憲司（2018）
- 大西洋一（1960）
- 大野幸朗（1955）
- 大野芳一（1953）
- 大松尚逸（2005 - 2016）
- 大美健二（1987 - 1990）
- 大嶺翔太（2010 - 2018途）
- 大嶺祐太（2007 - 2021）
- 大村巌（1988 - 2003）
- 大本則夫（1977）
- 岡島厚（1984 - 1988）
- 岡田守雄（1955 - 1957）
- 岡田幸文（2009 - 2018）
- 岡部明一（1985 - 1993）
- 小川精一（1975 - 1979）
- 小川博（1985 - 1992）
- 荻野忠寛（2007 - 2014）
- 荻原勝（1972）
- 奥江英幸（1978 - 1982）
- 奥田元（1950 - 1951）
- 奥田直也（1972 - 1973途）
- 桶田和男（1956）
- 小笹恒夫（1952 - 1953）
- 長利礼治（1984 - 1989）
- 押田令三（1962 - 1964）
- ロベルト・オスナ（2022途 - 終了）
- 小田喜美雄（1952 - 1955）
- 小鷹卓也（1974 - 1981）
- 小田野柏（1950 - 1950途）
- 落合博満（1979 - 1986）
- 小沼健太（2021 - 2023途）
- 小野和幸（1994 - 1995）
- 小野正一（1956 - 1964）
- 小野晋吾（1994 - 2013）
- 小野寺在二郎（1990 - 1994）
- 於保浩己（1998 - 2005）
- 小俣進（1980 - 1984）
- エドガー・オルモス（2018）

### か行
か
- 甲斐和雄（1973途 - 終了）
- ダラス・カイケル（2024途 - 終了）
- 海部和夫（1952）
- レオ・カイリー（1953途 - 途）
- 垣内哲也（2003 - 2006）
- 欠端光則（1981 - 1983）
- 笠原栄一（1985 - 1993）
- 春日昭之介（1981 - 1983）
- 片岡博国（1950 - 1954）
- ホセ・カスティーヨ（2011途 - 終了）
- ルイス・カスティーヨ（2023）
- 香月一也（2015 - 2020途）
- 香月良仁（2009 - 2016）
- 葛城隆雄（1955 - 1963）
- 加藤邦彦（1971 - 1973）
- 加藤康介（2001 - 2007途）
- 加藤翔平（2013 - 2021途）
- 加藤高康（1994 - 1995）
- 加藤匠馬（2021途 - 2022）
- 門岡良典（1961 - 1962）
- 金井正幸（1982途 - 1984）
- 金澤岳（2003 - 2018）
- 金澤次男（1995）
- 金沢幸彦（1981 - 1987）
- 金森敬之（2014 - 2017）
- 金子満夫（1957）
- 金城致勲（1981 - 1982）
- 金田留広（1974 - 1978）
- 金丸久夫（1982）
- 狩野芳明（1970 - 1971）
- 鎌田光津希（2019 - 2020）
- 上川誠二（1987 - 1993）
- 上条高敬（1959 - 1964）
- 神農清治（1972 - 1973）
- 上森合直幸（1972 - 1976）
- 神谷雅巳（1961 - 1962）
- 亀谷豊孝（1952）
- 萱原一美（1955）
- 苅田久徳（1950 - 1950途）
- カルロス・ロサ（2011途 - 2015）
- 川井貴志（1999 - 2006途）
- 河井学（1955 - 1957）
- 川内雄富（1971）
- 川越英隆（2010 - 2011）
- 川﨑雄介（2006 - 2010途）
- 川島正幸（1978 - 1984）
- 川藤龍之輔（1966 - 1969）
- 川畑和人（1967 - 1970途）
- 川俣浩明（1997 - 2001）
- 川満寛弥（2013 - 2016）
- 河本育之（1992 - 1999）
- 川本良平（2013途 - 2015）
- 神田義英（2003 - 2009）
- 上林繁次郎（1952 - 1953）

き
- 菊川昭二郎（1975 - 1976）
- 菊村徳用（1975 - 1978）
- 木興拓哉（2005 - 2008）
- 岸敬祐（2014）
- 岸川登俊（1995 - 1997）
- 喜多隆志（2002 - 2006）
- 北川桂太郎（1950途 - 1952）
- 北川裕司（1976 - 1980）
- 北村正司（1952途 - 1954）
- 木樽正明（1966 - 1976）
- 鬼頭洋（1973）
- 木下育彦（1954 - 1954途）
- 金泰均（2010 - 2011）
- 木村優太（2009 - 2016）
- 木本幸広（2009 - 2012）
- マーク・キャリオン（1997 - 1998）
- 清田育宏（2010 - 2021途）

く
- 草場康郎（1986）
- 工藤隆人（2011途 - 2013）
- 功刀義幸（1956）
- ジェフ・クベンカ（2001途 - 終了）
- 久保康友（2005 - 2009途）
- セス・グライシンガー（2012 - 2014）
- 倉高新始（1960 - 1966）
- 倉持明（1972 - 1976・1979 - 1982）
- 栗木孝幸（1952 - 1954）
- 栗野芳治（1961）
- 栗本光明（1961 - 1967）
- ルイス・クルーズ（2014 - 2015）
- 黒川凱星（2023 - 2024）
- 黒木詢士（2002 - 2003）
- 黒木知宏（1995 - 2007）
- 黒沢翔太（2011 - 2017）
- 黒田幸夫（1956 - 1957）
- 黒滝将人（2007 - 2010）
- ジョー・クロフォード（1998 - 1999）
- 桑田茂（1987 - 1989）

け
- タイロン・ゲレーロ（2022）
- 劔持貴寛（1979 - 1984）

こ
- 呉昌征（1950 - 1957）
- 小池翔大（2011 - 2014）
- 古泉静彦（1952 - 1954）
- 河内卓司（1950 - 1953）
- 河野博文（2000）
- 神戸拓光（2007 - 2014）
- ブライアン・コーリー（2010）
- 古賀正明（1979）
- 古賀道人（1986 - 1991）
- 小金丸満（1970 - 1973）
- 小窪哲也（2021途 - 終了）
- 小坂誠（1997 - 2005）
- 小島弘務（1998 - 1999）
- 五島長登志（1967 - 1970）
- 児玉禎彦（1964 - 1968）
- 後藤利幸（1995 - 2002）
- 小西秀朗（1964）
- 小林昭則（1990 - 1996）
- 小林渥司（2001）
- 小林敦（2011 - 2015）
- 小林至（1992 - 1993）
- 小林茂生（1988 - 1993）
- 小林孝臣（1956）
- 小林憲幸（2008 - 2009）
- 小林英幸（1961 - 1964）
- 小林宏（1997 - 2010）
- 小林雅英（1999 - 2007）
- 小原沢重頼（1998）
- 小俣秀夫（1950）
- 小宮山悟（1990 - 1999・2004 - 2009）
- 小森光生（1954 - 1961）
- 小山昭晴（1988 - 1989）
- 小山日出夫（1971途 - 終了）
- 小山正明（1964 - 1972）
- ジミー・コルデロ（2024）
- ディッキー・ゴンザレス（2013）
- 近藤重雄（1972 - 1974）
- 近藤芳久（1997 - 1999）
- 今野隆裕（1989 - 1992）

### さ行
さ
- 斉藤巧（1983 - 1990）
- 斎藤達男（1963）
- 斉藤俊雄（2010）
- 斎藤博（1965）
- 斎藤幸夫（1963 - 1966）
- 坂井勝二（1959 - 1969）
- 酒井忠晴（1996 - 2002）
- 酒居知史（2017 - 2019）
- 酒井泰志（2003 - 2004）
- 坂川重樹（1977 - 1978）
- 榊親一（1968 - 1980）
- 阪田芳秀（1952 - 1955）
- 嵯峨野昇（1966 - 1968）
- 坂巻明（1988）
- 坂本文次郎（1958 - 1961）
- 迫田七郎（1964 - 1971途）
- 佐々木勝利（1960 - 1962）
- 佐々木信也（1958 - 1959）
- 佐々木千隼（2017 - 2023）
- 佐々木信行（1972 - 1982）
- 佐々木朗希（2020 - 2024）
- 指方輝雄（1957）
- 定岡卓摩（2007 - 2011）
- 佐藤薫（1983 - 1984）
- 佐藤和史（1980 - 1992）
- 佐藤寛二（1957）
- 佐藤敬次（1969 - 1971）
- 佐藤兼伊知（1978 - 1992）
- 佐藤賢治（2007 - 2010途）
- 佐藤奨真（2021 - 2023）
- 佐藤博正（1974 - 1980）
- 佐藤文男（1984 - 1985）
- 佐藤文彦（1983）
- 佐藤平七（1950 - 1952）
- 佐藤政夫（1971 - 1973途・1985 - 1987）
- 佐藤三男（1959 - 1961）
- 佐藤元彦（1966 - 1971）
- 佐藤幸彦（1987 - 2004）
- 里崎智也（1999 - 2014）
- 里見進（1962 - 1970・1972）
- 里見祐輔（1988 - 1994）
- サブロー（1995 - 2011途・2012 - 2016）
- 澤井良輔（1996 - 2005）
- エドワード・サントス（2020）
- サンディ・サントス（2021 - 2022）
- ロエル・サントス（2017途 - 終了）

し
- 椎木匠（1998 - 2002）
- G.G.佐藤（2013 - 2014）
- タナー・シェッパーズ（2018）
- 塩津義雄（1958 - 1964）
- 鹿野浩司（1990 - 1994）
- 信樂晃史（2016 - 2017）
- ブライアン・シコースキー（2001途 - 2003・2008 - 2009）
- 篠原良昭（1962 - 1970途）
- 柴田講平（2017）
- 柴原浩（1988 - 1997）
- 島孝明（2017 - 2019）
- 島田茂（1989 - 1995）
- 島田恒幸（1952 - 1957）
- 清水直行（2000 - 2009）
- 清水宏員（1952 - 1957）
- 清水将海（1997 - 2004）
- 下敷領悠太（2008 - 2010）
- スティーブ・シャーリー（1983 - 1984）
- ジェイ・ジャクソン（2020 - 2020途）
- ジャック（1996 - 1996途）
- 順風秀一（1990 - 1993）
- 庄司智久（1980 - 1988）
- 定詰雅彦（1991 - 1996）
- 城之内邦雄（1974）
- リック・ショート（2003）
- フランク・ジョンソン（1972）
- 白川大輔（2008 - 2009）
- 白川一（1950 - 1953）
- 白武佳久（1990 - 1995）
- 白鳥正樹（1998 - 1999）
- 白濱快起（2023 - 2024）
- 新里賢（2006途 - 2009）
- 新谷嘉孝（1973 - 1983）

す
- 末永仁志（2006 - 2008）
- 末永吉幸（1977 - 1979）
- 末廣五大（1996 - 1998）
- 末吉俊信（1952 - 1954）
- 菅野剛士（2018 - 2024）
- 菅原祥太（2017）
- 菅原紀元（1959 - 1965）
- 杉浦四郎（1955 - 1956）
- 杉尾富美雄（1953 - 1955）
- 杉下茂（1961）
- 杉原洋（2004 - 2006）
- 杉本征使（1990 - 1991）
- 杉山俊介（2004途 - 2005）
- 鈴江彬（2009 - 2012）
- 鈴木貴志（2003 - 2004）
- 鈴木皖武（1975）
- 鈴木大地（2012 - 2019）
- 鈴木隆（1966 - 1967）
- 鈴木俊雄（1990 - 1994）
- 鈴木秀幸（1956 - 1960）
- 鈴木弘（1972）
- 須田清見（1976 - 1977）
- ジェイソン・スタンリッジ（2016 - 2017）
- スティーブ・マクナルティ（1977途 - 途）
- 須藤豊（1956 - 1961）
- スパイク（1996 - 1996途）
- 角晃多（2009 - 2014）
- 住吉義則（1996）
- フリオ・ズレータ（2007 - 2008）

せ
- 関清和（1987 - 1996）
- 関守雄（1952）
- 関谷亮太（2016 - 2019）
- ダン・セラフィニ（2004途 - 2005）
- 千田啓介（1970 - 1978）

そ
- 荘勝雄（1985 - 1995）
- 曽我部直樹（2004 - 2005）
- 園川一美（1986 - 1999）
- 園田喜則（1967 - 1971）
- 薗部潔史（1972 - 1978）
- 祖父江東一郎（1950 - 1951）
- マイク・ソロムコ（1964 - 1965）

### た行
た
- ダイ（1999 - 2001）
- 大工勝（1955 - 1957）
- ジェームス・ダイクストラ（2024 - 2024途）
- 醍醐猛夫（1957 - 1975）
- 大順将弘（1990 - 1992）
- 代田建紀（2003・2005 - 2008）
- 高井良一男（1962 - 1964）
- 高木晃次（2002 - 2009）
- 高口隆行（2011）
- 高沢秀昭（1980 - 1989・1991途 - 1992）
- 高野价司（1958）
- 高野圭佑（2016 - 2019途）
- 高橋薫（2000 - 2003）
- 高橋幸一（1955）
- 高橋忠一（1984 - 1990）
- 高橋博士（1977 - 1983途）
- 高橋二三男（1976 - 1979）
- 高橋正雄（1953 - 1955）
- 高橋眞裕（1997 - 1999）
- 高橋慶彦（1990）
- 髙濱卓也（2011途 - 2021）
- 高森義宣（1962 - 1963）
- 髙柳出己（1996）
- 滝良彦（1952 - 1953・1958 - 1959）
- 滝本康正（1972）
- 田切勝之（1957 - 1958）
- 竹清剛治（1997 - 2002）
- 竹之内徹（1984 - 1987）
- 竹原直隆（2005 - 2011途）
- 田子譲治（1982 - 1990）
- 田島敏雄（1991 - 1992）
- 立川隆史（1994 - 2004途）
- 立野清広（1976 - 1981）
- 田中英祐（2015 - 2017）
- 田中充（2002 - 2004途）
- 田中崇博（2009）
- 田中力（1984 - 1987）
- 田中雅彦（2004 - 2013途）
- 田中靖洋（2016 - 2022）
- 田中由郎（1976 - 1977）
- 田中良平（2001 - 2008）
- 谷浩弥（2004）
- 谷川唯人（2021 - 2023）
- 谷本稔（1958 - 1964）
- 田野倉利男（1985 - 1988）
- マット・ダフィー（2017）
- 田宮謙次郎（1959 - 1963）
- 田村勲（1980 - 1985）
- 田村登志親（1972）
- 田村藤夫（1996）
- 田村領平（2008 - 2010）
- 丹波健二（1992 - 1996）

ち
- チェン・ウェイン（2020途 - 終了）
- チェン・グァンユウ（2015 - 2020）
- ウェス・チェンバレン（1996途 - 終了）

つ
- 蔡森夫（2011 - 2012）
- 佃明忠（1954 - 1957）
- 辻俊哉（2002 - 2006）
- 辻野欣也（1962 - 1966）
- 辻本泰直（1962 - 1964）
- 土屋紘（1973途 - 1975）
- 土屋正勝（1984 - 1986）
- 筒井良紀（1976 - 1985）
- 津野浩志（1995 - 1997）
- 坪井俊樹（2009 - 2011）
- 妻島芳郎（1962 - 1970）

て
- マイク・ディアズ（1989 - 1992途）
- ディック・ディサ（1961 - 1964途）
- スコット・デービソン（1998途 - 終了）
- 手嶌智（2005 - 2009）
- ニック・テスタ（1962）
- アルフレド・デスパイネ（2014途 - 2016）
- シェーン・デニス（1997 - 1998）
- 寺沢高栄（1971 - 1972）
- 寺嶋寛大（2015 - 2017）
- 寺村友和（1998 - 2000）
- 寺本勇（1962 - 1963）
- 寺本四郎（1999 - 2006）

と
- 土肥健二（1969 - 1983）
- 土肥星也（2017 - 2024）
- 土居章助（1962 - 1963）
- 土居豪人（2019 - 2023）
- 土居正史（1982 - 1984途）
- 土井豊（1962 - 1963）
- 土井垣武（1950 - 1953）
- 問矢福雄（1970 - 1972）
- 東條大樹（2016 - 2024）
- 東条文博（1975）
- 遠山昭治（1991 - 1997）
- 戸梶正夫（1966 - 1967）
- 鴇田忠夫（1964 - 1965）
- 徳網茂（1950 - 1950途）※入団直後に大阪タイガースへトレード移籍。
- 得津高宏（1967 - 1982）
- 徳山文宗（1981 - 1983）
- 戸倉勝城（1950）
- 戸辺孝康（1954 - 1956）
- 戸部浩（2000 - 2006）
- 富永旭（2002 - 2005）
- マット・ドミンゲス（2018）
- 外山義明（1972 - 1973）
- 鳥谷敬（2020 - 2021）
- ジェイソン・トンプソン（1997 - 1998途）

### な行
な
- 内藤尚行（1995 - 1996途）
- 中居謹蔵（1980 - 1987）
- 中後悠平（2012 - 2015）
- 中川隆（1954 - 1962）
- 中郷大樹（2007 - 2013）
- 長崎伸一（2001 - 2005）
- 中静唯八（1956）
- 中島克介（1983 - 1986）
- 長嶋清幸（1993）
- 長島進（1950 - 1951途）
- 長島哲郎（1983 - 1988）
- 仲田幸司（1996 - 1997）
- 永田善一（1962 - 1968）
- 中谷剛（1965）
- 中西勝己（1956 - 1965）
- 中野健一（1957）
- 中野正彦（1962 - 1964）
- 永野将司（2018 - 2021）
- 永野吉成（1987 - 1993途）
- 長平良功（1956 - 1957）
- 中前健児（1964 - 1966）
- 長松純明（1975 - 1985）
- 中村邦弘（1961 - 1962）
- 中村順二（1971 - 1972）
- 中山雅行（1994 - 1996）
- 那須野巧（2010 - 2011）
- ヤマイコ・ナバーロ（2016）
- 並木輝男（1967 - 1968）
- 奈良正男（1971）
- 成重春生（1972 - 1978）
- 成田翔（2016 - 2022）
- 成田文男（1965 - 1979）
- 成田光弘（1961 - 1963）
- 成本年秀（1993 - 2000）
- 成瀬善久（2004 - 2014）

に
- 西三雄（1962 - 1965・1968）
- 西省昭（1952）
- 西井哲夫（1983 - 1986）
- 西岡剛（2003 - 2010）
- 西岡良洋（1995）
- 西川僚祐（2021 - 2023）
- 西嶋賢司（1989 - 1994）
- 西田孝之（1962 - 1972）
- 仁科時成（1977 - 1988）
- 西巻賢二（2020 - 2022）
- 西村徳文（1982 - 1997）
- 西本幸雄（1950 - 1955）
- 西山和良（1964途 - 1966）
- 西脇光二（1952 - 1953）
- 二保旭（2024）
- 仁村徹（1996 - 1997）

ぬ
- 沼澤康一郎（1953 - 1959）

ね
- 根元俊一（2006 - 2018）
- 根本朋久（2008 - 2010）

の
- エリック・ノット（2000途 - 終了）
- 信原拓人（1995 - 2002）
- 野口猛（1958）
- 野口元三（1963）
- 野村収（1972 - 1973）
- 野村克也（1978）
- 野村武史（1950 - 1953・1956）
- 野村輝夫（1950 - 1952）

### は行
は
- ディーン・ハートグレイブス（1999）
- マイク・ハートリー（1994 - 1994途）
- ゲイリー・バーナム・ジュニア（2009）
- フランク・ハーマン（2020 - 2021）
- パーム（英語版）（1963）
- ケビン・バーン（2006）
- 袴田英利（1978 - 1990）
- 萩原昭（1950 - 1954途）
- 白仁天（1977 - 1980）
- 橋本健太郎（2009途 - 2013）
- 橋本武広（2003途 - 終了）
- 橋本将（1995 - 2009）
- 橋本力（1953 - 1959）
- 橋本基（1956 - 1957）
- ヴァル・パスクチ（2005 - 2006）
- 長谷川一夫（1963 - 1976）
- 長谷川善三（1952 - 1953）
- 長谷川武（1960 - 1962）
- 秦真司（2000）
- ラファエル・バチスタ（1975途 - 終了）
- 初芝清（1989 - 2005）
- 八田正（1958 - 1968）
- 服部武夫（1956 - 1957）
- 服部文夫（1992 - 1995）
- 服部泰卓（2008 - 2015）
- 花島寛己（1992 - 1995）
- 花本和夫（1959 - 1960）
- 羽根川竜（1997 - 1998）
- 浜浦徹（1971・1981）
- 浜名千広（2004）
- チャド・ハフマン（2014 - 2015）
- 早川健一郎（1996 - 2002）
- 早川大輔（2007 - 2009）
- 早坂圭介（2003 - 2015）
- 林啓介（2006 - 2012）
- 林孝彦（1964 - 1965）
- 林孝哉（2005 - 2006）
- 林俊典（1975 - 1978）
- 林博康（1990 - 1998）
- 速水将大（2022 - 2023）
- 原嵩（2016 - 2021）
- 原井和也（2003 - 2005）
- ジミー・パラデス（2017）
- ジェフ・バリー（2000）
- スタンリー・パリス（1964 - 1967）
- 張本勲（1980 - 1981）
- 波留敏夫（2003 - 2004）
- ケニス・バルガス（2019）

ひ
- 比嘉良智（1984 - 1987）
- 東口清美（1950 - 1952途）
- 樋口一紀（1992 - 1995・1998）
- 肘井竜蔵（2014 - 2018）
- 兵頭冽（1953 - 1954）
- 平井光親（1989 - 2002）
- 平井嘉明（1957 - 1959）
- 平岡一郎（1970）
- 平川敏明（1986）
- 平沢大河（2016 - 2024）
- 平下晃司（2004途 - 2007途）
- 平田英之（1979 - 1981）
- 平沼一夫（1965 - 1968）
- 平沼定晴（1987 - 1995）
- 平野謙（1994 - 1996）
- 平山信二（1983）
- 平山英雄（1975）
- ビル西田（1960 - 1962）
- エリック・ヒルマン（1995 - 1996）
- 広木政人（1978 - 1984）
- 広瀬宰（1969 - 1972）
- 弘田澄男（1972 - 1983）

ふ
- マイク・フィアリー（1997）
- ダリットソン・フェリス（2023）
- ジュニオール・フェルナンデス（2024 - 2024途）
- ホセ・フェルナンデス（2003途 - 終了）
- 深沢恵雄（1981途 - 1988）
- 福浦和也（1994 - 2019）
- 福澤洋一（1989 - 2003）
- 福嶋一人（1984）
- 福田光輝（2020 - 2023途）
- 福田秀平（2020 - 2023）
- 福塚勝哉（1957 - 1961）
- 福間納（1979 - 1981途）
- 藤井信行（1970 - 1973途）
- 藤井秀通（1972 - 1973）
- 藤井宏海（2004 - 2007）
- 藤岡貴裕（2012 - 2018途）
- 藤川哲郎（1954 - 1955）
- 藤倉多祐（1984 - 1988）
- 藤城和明（1986）
- 藤田宗一（1998 - 2007）
- 藤谷周平（2011 - 2014）
- 淵上澄雄（1971）
- チャーリー・フッド（1953途 - 途）
- 舩木聖士（2003 - 2004）
- クレイグ・ブラゼル（2013途 - 2014）
- フリオ・フランコ（1995・1998）
- マット・フランコ（2004 - 2006）
- ブランドン（2019）
- ジョン・ブリッグス（1976 - 1976途）
- 古川明（1970 - 1971）
- 古川慎一（1986 - 1995）
- 古谷拓哉（2006 - 2017）
- 古谷拓郎（2019 - 2024）
- ブレント・ブレイディー（1999）
- マイク・ブロッソー（2023途 - 終了）
- ホセ・フローレス（2020 - 2021）

へ
- 塀内久雄（2000 - 2014）
- ウィリー・モー・ペーニャ（2017途 - 終了）
- ベク・チャスン（2015途 - 終了）
- フランシスコ・ペゲーロ（2018途 - 途）
- 別当薫（1950 - 1957）
- ベニー（2004 - 2009）
- ホルヘ・ペラルタ（2021 - 2022）
- ルイス・ペルドモ（2023）
- ヘイデン・ペン（2010途 - 2012）
- デーブ・ヘンゲル（1990 - 1991途）

ほ
- フランク・ボーリック（1999途 - 2002）
- メル・ホール（1993 - 1994）
- 保坂幸永（1959 - 1960）
- 星野武男（1950 - 1952）
- 干場崇永（1993 - 1999）
- 細川亨（2019 - 2020）
- 細谷圭（2006 - 2020）
- 堀田芳信（1968 - 1969）
- 堀幸一（1988 - 2010）
- 堀井幹夫（1988 - 1990）
- 堀本律雄（1963 - 1965）
- マイク・ボルシンガー（2018 - 2019）
- ジョシュ・ホワイトセル（2012 - 2013）
- 本堂保次（1950 - 1958）

### ま行
ま
- レオネス・マーティン（2019途 - 2022）
- ビル・マーフィー（2010 - 2011）
- 舞野健司（1969 - 1971）
- 前田浩継（2004途 - 2005）
- 前田益穂（1964 - 1975）
- 前田康雄（1970 - 1973）
- 前田幸長（1989 - 1995）
- 牧勝彦（1965 - 1968）
- ビル・マクナルティ（1975途 - 終了）
- ボブ・マクローリー（2011 - 2011途）
- ダグ・マシス（2012途 - 終了）
- 増岡正也（1983 - 1984）
- 増山博（1950）
- 松井一弥（1982 - 1983）
- 松井隆昌（1997）
- 松井猛（1958 - 1959）
- 松浦弘宣（1961 - 1964）
- 松尾格（1973 - 1980）
- 松岡諭吾（1976 - 1977）
- マックス（1992 - 1993）
- 松田進（2019 - 2021）
- 松田光保（1972 - 1981）
- 松永昂大（2013 - 2022）
- 松原由昌（1978 - 1981）
- 松本幸大（2007 - 2012）
- 松本尚樹（1996 - 2001）
- 松本春男（1956 - 1957）
- 的場直樹（2010 - 2012）
- ビル・マドロック（1988）
- マニー（1962途 - 終了）
- 丸山一仁（1983 - 1989）
- 丸山泰嗣（2002 - 2004途）
- 丸山公巳（1958）

み
- 三浦方義（1958 - 1962）
- 三木亮（2014 - 2023）
- 右田一彦（1984 - 1989）
- 三家和真（2017 - 2020）
- 三島輝史（2004 - 2008）
- 水上善雄（1976 - 1989）
- 瑞季（2006）
- 水谷則博（1973途 - 1988）
- 水谷実智郎（1969 - 1970）
- 水野一（1954 - 1956）
- 三井雅晴（1973 - 1982）
- 光原逸裕（2011 - 2012）
- 光山英和（2001）
- 南昌輝（2011 - 2021）
- 南竜介（2006途 - 2012）
- 南渕時高（1990 - 1997）
- 嶺岸征男（1960 - 1961）
- 三平晴樹（1958 - 1962）
- 三宅宗源（1981 - 1983）
- 三宅宅三（1950 - 1957）
- 宮﨑敦次（2015 - 2018）
- 宮崎一夫（1952 - 1955）
- 宮本裕司（2008 - 2011）
- 宮脇敏（1972 - 1973）
- ヘンスリー・ミューレン（1994）
- ジャスティン・ミラー（2006途 - 終了）
- ネイサン・ミンチー（2001 - 2004）

む
- 向井嘉久蔵（1956 - 1957）
- 武藤一邦（1981 - 1988）
- 武藤潤一郎（1993 - 2001）
- 武藤輝明（1956）
- フアン・ムニス（2009 - 2010）
- 宗接唯人（2017 - 2021）
- 村上公康（1972 - 1977）
- 村田兆治（1968 - 1990）
- 村田博秀（1952 - 1953）
- 村山亮介（2022 - 2024）

め
- デリック・メイ（2001 - 2003）
- クリストファー・クリソストモ・メルセデス（2023 - 2024）

も
- 望月卓也（1979 - 1983）
- 本西厚博（2000 - 2001）
- ダリル・モトリー（1992途 - 1993）
- 桃井進（1981 - 1988）
- 森廣二（1987 - 1996途）
- 森徹（1966 - 1968）
- 森岡裕之（1993 - 1995）
- 守田政人（1952途 - 終了）
- 森田芳彦（1986 - 1995）
- 森山正義（1975 - 1979）
- 森山学（1975 - 1976）
- 衆樹資宏（1957 - 1959）
- 諸積兼司（1994 - 2006）

### や行
や
- 八木沢荘六（1967 - 1979）
- 柳沼強（1997 - 1999）
- 柳沼美広（1983 - 1985）
- 八島祥司（1989 - 1993）
- 安江嘉純（2017 - 2018）
- 安岡正博（1963 - 1966）
- 安木祥二（1977 - 1982途）
- 安田泰一（1973）
- 安田永輝（1962 - 1966）
- 矢地健人（2015）
- 矢頭高雄（1958 - 1967）
- 柳田利夫（1958 - 1962）
- 柳田将利（2006 - 2008）
- 柳瀬文夫（1955）
- 矢野俊一（1979 - 1980）
- 薮崎博志（1955）
- 薮田安彦（1996 - 2007・2010 - 2013）
- 山内和弘（1952 - 1963）
- 山北茂利（2005 - 2006途）
- 山口祥吾（2011 - 2012）
- 山口辰也（1983 - 1985）
- 山﨑健（2002 - 2007）
- 山﨑貴弘（2001 - 2003）
- 山崎武昭（1975）
- 山崎裕之（1965 - 1978）
- 山下徳人（1988 - 1998）
- 山田利昭（1953）
- 山田正雄（1963 - 1973）
- 山中潔（1995 - 1996）
- 山根俊英（1950 - 1958）
- 山室公志郎（2010 - 2013）
- 山本格也（1956 - 1959）
- 山本一徳（2011 - 2012）
- 山本功児（1984 - 1988）
- 山本大貴（2018 - 2022途）
- 山本徹矢（2009 - 2013）
- 山本保司（1996 - 2003）

ゆ
- 湯浅禎夫（1950）
- ユウゴー（1996 - 2005）

よ
- 横田久則（2001）
- 横田真之（1985 - 1992）
- 横山小次郎（1965 - 1973途）
- 横山忠夫（1978）
- 吉井英昭（1991 - 1995）
- 吉井理人（2007途 - 終了）
- 吉岡邦広（1968 - 1973）
- 吉岡悟（1968 - 1974）
- 芦岡俊明（1975 - 1987）
- 吉岡知毅（1982 - 1991）
- 吉川和男（1966 - 1967）
- 吉田篤史（1992 - 2003途）
- 吉田英司（1961 - 1966）
- 吉田邦彦（1983）
- 吉田重義（1952）
- 吉田孝之（1965）
- 吉田真史（2009 - 2011）
- 吉田裕太（2014 - 2022）
- 吉田凌（2024）
- 吉鶴憲治（1996途 - 2002）
- 吉原正平（2014 - 2016）
- 吉見祐治（2010途 - 2013）
- 与田剛（1996途 - 1997）

### ら行
ら
- ジム・ラフィーバー（1973 - 1975途・1976）
- チェイス・ランビン（2009）

り
- 李源国（1966 - 1967）
- 李杜軒（2018途 - 2019）
- レロン・リー（1977 - 1987）
- 龍隆行（1964 - 1968）
- 亮寛（1998 - 2002）
- 龍太郎（2006途 - 2007）
- 林彦峰（2010 - 2011）

る
- チャーリー・ルイス（1954 - 1955）

れ
- ブランドン・レアード（2019 - 2022）
- ジョシュ・レイビン（2019）
- レオン（1978 - 1982）
- ウィル・レデズマ（2012途 - 2013）

ろ
- ロバート・ローズ（2003 - 2003途）※入団するも、開幕前に引退。
- ジミー・ロザリオ（1975 - 1975途）
- クリス・ロバーツ（2000途 - 終了）
- アルト・ロペス（1968 - 1971）
- エンニー・ロメロ（2021途 - 2022）

### わ
- 若林忠志（1950 - 1953）
- 若林仁（1975 - 1981）
- 脇本直人（2015 - 2017）
- 涌井秀章（2014 - 2019）
- 若生和也（1973）
- 若生智男（1956 - 1963）
- 和田功（1952 - 1958）
- 和田勇（1952 - 1956）
- 和田孝志（1993 - 2002）
- 渡邉啓太（2018 - 2020）
- 渡辺俊介（2001 - 2013）
- 渡辺英昭（1989 - 1996）
- 渡辺秀武（1978）
- 渡辺正人（1998 - 2012）
- 渡部高史（1998）
- マット・ワトソン（2006途 - 2007）

## 歴代監督
- 湯浅禎夫（1950 - 1952）
- 若林忠志（1953）
- 別当薫（1954 - 1959）
- 西本幸雄（1960）
- 宇野光雄（1961 - 1962）
- 本堂安次（1963 - 1965）
- 田丸仁（1966）
- 戸倉勝城（1967）
- 濃人渉（1968 - 1971途）
- 大沢啓二（1971途 - 1972）
- 金田正一（1973 - 1978・1990 - 1991）
- 山内一弘（1979 - 1981）
- 山本一義（1982 - 1983）
- 稲尾和久（1984 - 1986）
- 有藤道世（1987 - 1989）
- 八木沢荘六（1992 - 1994）
- ボビー・バレンタイン（1995・2004 - 2009）
- 江尻亮（1996）
- 近藤昭仁（1997 - 1998）
- 山本功児（1999 - 2003）
- 西村徳文（2010 - 2012）
- 伊東勤（2013 - 2017）
- 井口資仁（2018 - 2022）
- 吉井理人（2023 - ）

監督代行
- 別当薫（1952）※湯浅の退任に伴う（平和台事件による）。
- 濃人渉（1965・1967）※1965年は本堂の、1967年は戸倉の退任に伴う。
- 高木公男（1975）※金田の病気療養（心臓発作）に伴う。
- 徳武定之（1990）※金田の出場停止に伴う。
- 中西太（1994）※八木沢の退任に伴う。
- 江藤省三（1996）※江尻の病気療養に伴う。
- 西村徳文（2004）※バレンタインの一時帰国（病気の友人の見舞い）に伴う。

## 過去の在籍コーチ
選手として在籍した者は除く。
- 青山道雄
- 赤坂守
- ライル・イエーツ
- 伊藤光四郎
- 内海寛
- 江藤省三
- 大岐興司
- 大迫幸一
- 大谷幸弘
- 小川邦和
- 落合英二
- 尾花高夫
- 金森栄治
- 川崎憲次郎
- 河野亮
- 菊地大祐
- 木塚忠助
- 金星根
- 木村龍治
- 楠貴彦
- 黒江透修
- 河野旭輝
- 古賀英彦
- 小谷正勝
- 近藤貞雄
- 齊藤明雄
- レン・サカタ
- 佐藤道郎
- 真田重蔵
- 佐野嘉幸
- 島田源太郎
- 清水雅治
- 鈴木悳夫
- 高木公男
- 高代延博
- 高畠康真
- 高柳秀樹
- 田口昌徳
- 立花義家
- 立花龍司
- 田中久寿男
- 田中義雄
- 田丸仁
- 土屋弘光
- 坪内道典
- 鶴岡一成
- 徳武定祐
- 鳥越裕介
- 長池徳士
- 中西太
- 中野之
- 中村武志
- 中村稔
- 西本聖
- 根来広光
- 根本淳平
- 野口二郎
- 浜村孝
- 広野功
- 福田昌久
- 藤井勇
- 前里史朗
- 松沼博久
- 松山秀明
- 森脇浩司
- 山田潔
- 山森雅文
- 吉田勝豊
- 与那嶺要
- フランク・ランペン
- トム・ロブソン

## 永久欠番
準永久欠番
- 9 - 福浦和也（一塁手）
- 26 - マリーンズ・ファン